# ボブ・マンズフィールド
ボブ・マンズフィールド（Bob Mansfield）は、Appleの元テクノロジー担当上級副社長。
SGIでシニアディレクタとしてマイクロプロセッサのデザインを担当後、Raycer Graphicsでエンジニアリング担当副社長時の1999年に会社がAppleに買収され移籍。前任者のジョン・ルビンスタイン退社後、2006年に昇格しMacintosh開発の中心人物の一人となった。以来、Mac ハードウェアエンジニアリング担当上級副社長を経て、2010年8月にデバイスハードウェアエンジニアリング担当上級副社長のマーク・ペーパーマスターの退社に伴い、Mac及びデバイスハードウェアエンジニアリング担当上級副社長兼任となった。2012年6月28日に数ヶ月以内に引退、後任はダン・リッキオiPadハードウェアエンジニアリング担当副社長と発表されたしかしながら、その後、2012年8月にはAppleに留まり続けることが発表され、2012年10月29日に、ソフトウェア、ハードウェア、サービス間の繋がりを強化する目的で、Appleは組織再編を発表。将来の製品のための研究開発を行うテクノロジーグループ統括担当となった。 2013年7月29日、テクノロジー担当上級副社長を辞任し、CEOティム・クック直属の特別プロジェクト担当となったことが確認される。Appleで自動運転車開発の極秘プロジェクトを率いていたが、2020年に後任の機械学習と人工知能担当上級副社長ジョン・ジャナンドレアに引き継ぎ引退した。